# Villeneuve-la-Comptal
Villeneuve-la-Comptal település Franciaországban, Aude megyében. Lakosainak száma 1424 fő (2022. január 1.). Villeneuve-la-Comptal Castelnaudary, Fendeille, Fonters-du-Razès, Mas-Saintes-Puelles és Payra-sur-l’Hers községekkel határos.

## Népesség
A település népessége az elmúlt években az alábbi módon változott:
| Lakosok száma | 345  | 903  | 1053 | 1167 | 1241 | 1243 | 1305 | 1359 | 1380 | 1424 |
|               | 1968 | 1982 | 1990 | 2006 | 2013 | 2015 | 2017 | 2019 | 2020 | 2022 |